# 下総町
下総町（しもふさまち）は、千葉県香取郡にあった町。
2006年（平成18年）3月27日に成田市へ同郡大栄町と共に編入合併された。

## 概要
農業中心の町で、北に流れる利根川沿いに水田地帯が開け、水郷早場米の産地としても有名（早場米の出荷は8月中旬から。）。台地では畑作が行われ様々な作物が栽培されている、中でも無漂白なのに真っ白なレンコンは町の特産品で、国の減反政策がきっかけで栽培が始まった。現在ではハウス栽培、二年掘り、筋掘りなど多彩な栽培方法を組み合わせも、一年中市場へ出荷されており、その販売戦略などが高く評価され、平成12年、日本農業賞大賞（集団組織の部）を受賞している。また、サツマイモの生産も多い。利根川河川敷などでは酪農も営まれている。工芸品の下総鬼瓦も重要な産業の一つだったが今では県下唯一の鬼瓦工場がこの町に残るのみとなり、千葉県の伝統的工芸品に指定されている。
下総町は歴史も古く、鎌倉時代は大須賀氏の所領として栄え、江戸時代には井上政重がこの地を含めて1万石を領する大名となり（高岡藩）、3代藩主政蔽（まさあきら）の時に高岡に陣屋が置かれた（高岡陣屋）。

## 地理

### 隣接していた自治体
北
- 茨城県稲敷郡河内町

東
- 香取郡神崎町

東南
- 香取郡大栄町

西〜南
- 成田市

## 歴史

### 地名の由来
- 下総（しもふさ）の地名は、かつて日本の地方行政区分だった令制国の一つである「下総国（しもふさのくに）」が由来となっている。「平成の大合併」直前時点では、関東地方で唯一旧国名をそのまま名乗る市町村であった（ただし、異なる表記を用いた例に茨城県日立市〔常陸国〕がある）。また、「全国伝統地名（旧国名）市町村連絡会議」に参加していたが、成田市との合併と同時に脱退した。なお近隣地域でも下総町の「ふ」を「う」と発音する人が多い。（旧下総国域の鉄道の駅名で使用される下総〜の読みは「う」である）

### 沿革
- 1889年（明治22年）4月1日 - 町村制施行に伴い、滑河村、西大須賀村、大菅村、猿山村、四谷村が合併して滑河町（なめがわまち）（初代）が発足。
- 1897年（明治30年）12月29日 - 滑河駅が開業。
- 1955年（昭和30年）2月11日 - 滑河町が高岡村、小御門村と合併し、滑河町（2代目）を新設。同日下総町に改称（同年10月国勢調査:人口7,956人）。
- 1965年（昭和40年） - 国道356号が制定。
- 1979年（昭和54年）2月 - 常総大橋が開通。
- 1995年（平成7年）2月10日 - 「下総町立歴史民俗資料館」が開館[2][3]。
- 1996年（平成8年）3月22日 - 国道356号バイパスが町内区間の開通[4]。
- 2006年（平成18年）
  - 3月23日 - 下総町閉町式（下総町多目的ホール）[5]。
  - 3月24日 - 下総町閉庁式。
  - 3月27日 - 成田市に編入[1]。同日下総町廃止。

### 行政区域変遷
- 変遷の年表

| 下総町町域の変遷（年表） | 下総町町域の変遷（年表） | 下総町町域の変遷（年表） |
| 年                       | 月日                     | 旧下総町町域に関連する行政区域変遷 |
| ------------------------ | ------------------------ | --- |
| 1889年（明治22年）       | 4月1日                   | 町村制施行に伴い、以下の村がそれぞれ発足。 - 滑河町 ← 滑河村・西大須賀村・大菅村・猿山村 - 高岡村 ← 高岡村・大和田村・高村・小浮村・野馬込村・小野村 - 小御門村 ← 名古屋村・成井村・七沢村・高倉村・倉水村・青山村・名木村・中里村・冬父村・地蔵原新田 |
| 1955年（昭和30年）       | 2月11日                  | 滑河町・高岡村・小御門村が合併し滑河町が発足。 - 同日、改称し下総町になる。 |
| 2006年（平成18年）       | 3月27日                  | 下総町は大栄町とともに成田市に編入され、消滅。 |

- 変遷表

| 下総町町域の変遷 | 下総町町域の変遷 | 下総町町域の変遷 | 下総町町域の変遷                       | 下総町町域の変遷             | 下総町町域の変遷 |
| 1868年 以前      | 1868年 以前      | 明治22年 4月1日  | 明治22年 - 昭和64年                    | 平成元年 - 現在              | 現在             |
| ---------------- | ---------------- | ---------------- | -------------------------------------- | ---------------------------- | ---------------- |
|                  | 滑河村           | 滑河町           | 昭和30年2月11日 滑河町 即日改称 下総町 | 平成18年3月27日 成田市に編入 | 成田市           |
|                  | 西大須賀村       | 滑河町           | 昭和30年2月11日 滑河町 即日改称 下総町 | 平成18年3月27日 成田市に編入 | 成田市           |
|                  | 大菅村           | 滑河町           | 昭和30年2月11日 滑河町 即日改称 下総町 | 平成18年3月27日 成田市に編入 | 成田市           |
|                  | 猿山村           | 滑河町           | 昭和30年2月11日 滑河町 即日改称 下総町 | 平成18年3月27日 成田市に編入 | 成田市           |
|                  | 高岡村           | 高岡村           | 昭和30年2月11日 滑河町 即日改称 下総町 | 平成18年3月27日 成田市に編入 | 成田市           |
|                  | 大和田村         | 高岡村           | 昭和30年2月11日 滑河町 即日改称 下総町 | 平成18年3月27日 成田市に編入 | 成田市           |
|                  | 高村             | 高岡村           | 昭和30年2月11日 滑河町 即日改称 下総町 | 平成18年3月27日 成田市に編入 | 成田市           |
|                  | 小浮村           | 高岡村           | 昭和30年2月11日 滑河町 即日改称 下総町 | 平成18年3月27日 成田市に編入 | 成田市           |
|                  | 野馬込村         | 高岡村           | 昭和30年2月11日 滑河町 即日改称 下総町 | 平成18年3月27日 成田市に編入 | 成田市           |
|                  | 小野村           | 高岡村           | 昭和30年2月11日 滑河町 即日改称 下総町 | 平成18年3月27日 成田市に編入 | 成田市           |
|                  | 名古屋村         | 小御門村         | 昭和30年2月11日 滑河町 即日改称 下総町 | 平成18年3月27日 成田市に編入 | 成田市           |
|                  | 成井村           | 小御門村         | 昭和30年2月11日 滑河町 即日改称 下総町 | 平成18年3月27日 成田市に編入 | 成田市           |
|                  | 七沢村           | 小御門村         | 昭和30年2月11日 滑河町 即日改称 下総町 | 平成18年3月27日 成田市に編入 | 成田市           |
|                  | 高倉村           | 小御門村         | 昭和30年2月11日 滑河町 即日改称 下総町 | 平成18年3月27日 成田市に編入 | 成田市           |
|                  | 倉水村           | 小御門村         | 昭和30年2月11日 滑河町 即日改称 下総町 | 平成18年3月27日 成田市に編入 | 成田市           |
|                  | 青山村           | 小御門村         | 昭和30年2月11日 滑河町 即日改称 下総町 | 平成18年3月27日 成田市に編入 | 成田市           |
|                  | 名木村           | 小御門村         | 昭和30年2月11日 滑河町 即日改称 下総町 | 平成18年3月27日 成田市に編入 | 成田市           |
|                  | 中里村           | 小御門村         | 昭和30年2月11日 滑河町 即日改称 下総町 | 平成18年3月27日 成田市に編入 | 成田市           |
|                  | 冬父村           | 小御門村         | 昭和30年2月11日 滑河町 即日改称 下総町 | 平成18年3月27日 成田市に編入 | 成田市           |
|                  | 地蔵原新田       | 小御門村         | 昭和30年2月11日 滑河町 即日改称 下総町 | 平成18年3月27日 成田市に編入 | 成田市           |

## 姉妹都市

### 国内
- 全国伝統地名（旧国名）市町村連絡会議

### 海外
- フォクストン（ニュージーランド）
  - 1995年1月31日姉妹都市提携を締結。1992年より下総中生徒を親善大使として派遣するなど交流があった。

## 行政
歴代町長並びに職務執行者は以下の通りである。
| 代 | 氏名       | 在任期間                         | 参考       |
| -- | ---------- | -------------------------------- | ---------- |
| -  | 椿利一     | 昭和30年2月11日〜3月18日         | 職務執行者 |
| 初 | 岩立源一郎 | 昭和30年3月25日〜昭和34年3月24日 |            |
| 2  | 椿利一     | 昭和34年3月25日〜昭和38年3月24日 | 再選       |
| 3  | 岩立源一郎 | 昭和38年4月30日〜昭和42年4月29日 | 再選       |
| 4  | 岩立源一郎 | 昭和42年4月30日〜昭和46年4月29日 | 再選       |
| 5  | 東郷正衛   | 昭和46年4月30日〜昭和50年4月29日 |            |
| 6  | 椿貞一     | 昭和50年4月30日〜昭和54年4月29日 |            |
| 7  | 椿貞一     | 昭和54年4月30日〜昭和58年4月29日 | 再選       |
| 8  | 椿貞一     | 昭和58年4月30日〜昭和62年4月29日 | 再選       |
| 9  | 椿貞一     | 昭和62年4月30日〜平成3年4月29日  | 再選       |
| 10 | 沢田正     | 平成3年4月30日〜                 |            |

## 教育

### 保育所
- 下総町立高岡保育所

### 小学校
- 下総町立滑河小学校
- 下総町立小御門小学校
- 下総町立名木小学校
- 下総町立高岡小学校

### 中学校
- 下総町立下総中学校

### 高等学校
- 千葉県立下総高等学校

## 交通

### 鉄道
- 東日本旅客鉄道（JR東日本）
  - ■成田線
    - 滑河駅

### 道路
- 一般国道
  - 国道356号 - 1996年（平成8年）3月22日に町内区間のバイパス（下総神崎バイパス）が開通した[4]。
- 主要地方道
  - 千葉県道63号成田下総線
  - 千葉県道79号横芝下総線
- 一般県道
  - 千葉県道103号江戸崎下総線
  - 千葉県道161号成田滑河線
  - 千葉県道207号滑河停車場線

## 観光
- 滑河観音（龍正院）
  - 坂東三十三観音霊場の第二十八番札所で、通称滑河観音。国の重要文化財・仁王門をくぐると右手に夫婦松がある。元禄十一年（1698年）建立の本堂は入母屋造の五間堂。本尊は高さ約3.6センチの十一面観音で、後に造られた大観音像の胎内に納められている。延命、安産子育、災難消除の守り本尊として参拝者が絶えない。また、本堂は県有形文化財。房総の魅力500選にも選定されている。
- 小御門神社
  - 旧別格官幣社小御門神社は、後醍醐天皇の忠臣贈太政大臣藤原師賢公を祀っている。明治15年（1882年）明治天皇は師賢公の功績をたたえられ、国の守り神として別格官幣社に列し、今日では「回復の神」「身代わりの神」として、世人のあつい崇敬を受けている。境内の森は県内最大規模の常緑針葉樹林で、千葉県天然記念物に指定されている。
- 成田ゆめ牧場
  - ヒツジやヤギなど色々な動物と触れ合える、自然を生かした観光牧場。ペット同伴可。キャンプ場併設。また、乳製品の販売も行っている。

## その他
- 総世帯数：2,662世帯（2006年2月1日現在）